# Isenbeck

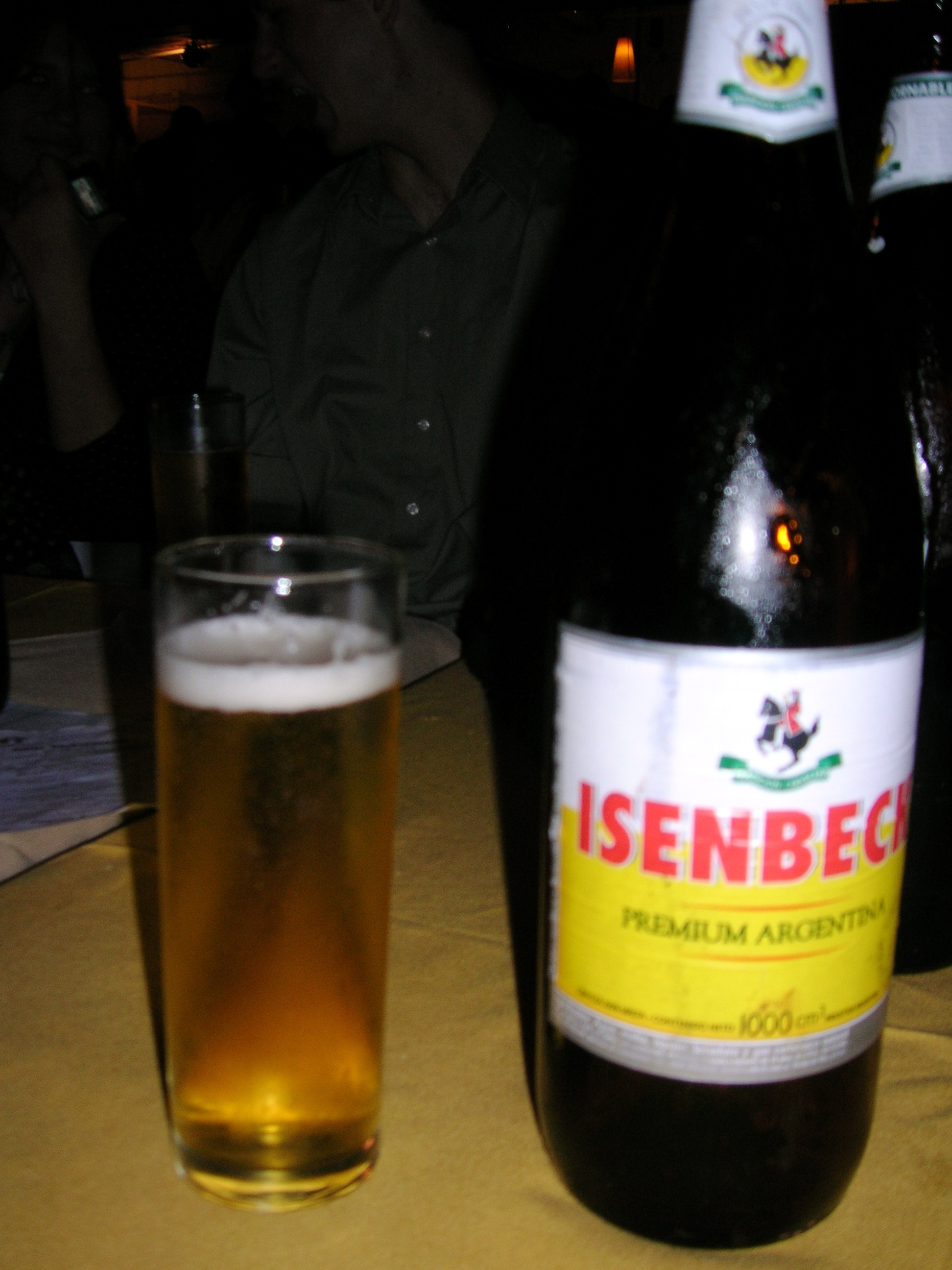
Isenbeck aus Argentinien

Isenbeck ist eine ursprünglich aus Hamm stammende Biermarke, die von der Warsteiner Brauerei Ende 1990 übernommen wurde. Die Brauerei Isenbeck stand in der Hammer Innenstadt auf dem Gelände des heutigen Allee-Centers Hamm. Heute wird Isenbeck in Deutschland nur noch als regionale Marke vertrieben. Von der ehemaligen Vielfalt sind zeitweise nur noch „Das Premium Pils“ und „Das Premium Dark“ geblieben. Im Jahr 2007 wurde das Produktportfolio der Marke um ein Malz-Erfrischungsgetränk namens „iSi Malta“ erweitert.

## Geschichte

### Hammer Brautradition
Die Hammer Brautradition reicht bis ins Mittelalter zurück. In zahlreichen Bürgerhäusern war es üblich, selbst Brot zu backen und dann Teile davon in Wasser aufzuweichen und zu Bier zu vergären. 1444 verlieh Graf Gerhard von der Mark zu Hamm den Brauern und Bäckern im Amt Hamm das Gewerbemonopol für Bier und Brot. Die Bäcker wurden deshalb mit dem Privileg des Bierbrauens bedacht, weil sie das für den Braubetrieb notwendige Getreide verarbeiteten und deshalb in zunehmendem Maße das zunächst auf jedem Hausgrundstück ruhende Braurecht (sogenannte „Braugerechtsame“) ausübten. Die Verleihung dieses Privilegs hatte zur Folge, dass in den ländlichen Gebieten das gewerbemäßige Backen und Brauen verboten war und nur in der Stadt selbst Brot und Bier verkauft werden durfte. 1517 beschwerte sich deshalb die Stadt Unna darüber, dass ihr Bier nach gut 300-jährigem Handel mit der gesamten Grafschaft Mark im Amt Hamm nicht mehr abgesetzt werden durfte. Künftig wurde in vielen kleinen Bäckereien und Mühlen Bier gebraut. 1719 gab es in Hamm neben neuen Brauereien noch 61 Braustellen in Bürgerhäusern, in denen das damals vielgerühmte Hammer Bier produziert wurde, der sogenannte „Hammsche Koit“. Der Hammer „Koit“ (auch: „Keut“) war neben Leinen einer der wichtigsten Handelsartikel der Stadt und wurde auch in die Nachbarstaaten ausgeführt. Anfang des 20. Jahrhunderts waren nur noch wenige Brauereien übrig geblieben, die in Hamm produzierten. Zu ihnen gehörten die Kloster-Brauerei Pröpsting, Asbeck und Isenbeck.

### Isenbeck

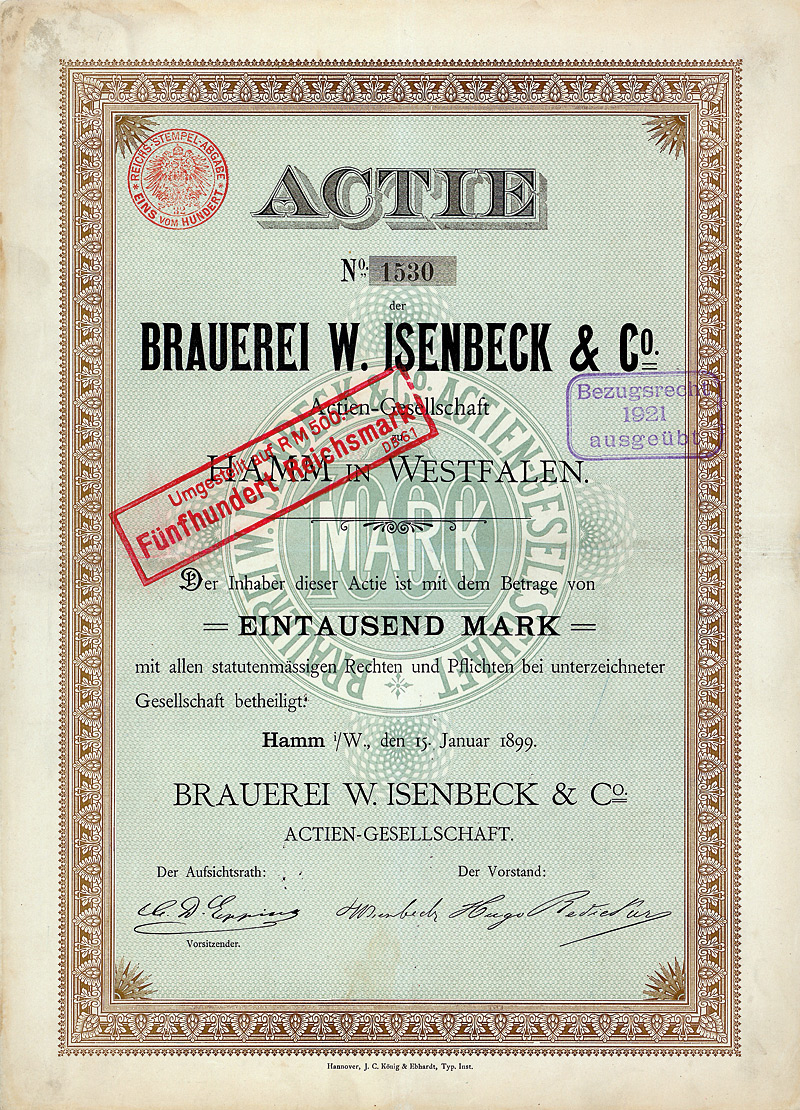
Aktie über 1000 Mark der Brauerei W. Isenbeck & Co AG vom 15. Januar 1899

Der Name „Isenbeck“ lässt sich bis ins Jahr 1385 zurückverfolgen. Die Familie war über Jahrhunderte hinweg im Besitz eines Hofes am kleinen Fluss „Isenbeeke“. Das Stammhaus der Brauerei Isenbeck ist allerdings nicht dieser Hof, sondern die Bäckerei, Brauerei und Brennerei einer Familie namens Cramer. Diese lag an der heutigen Rödinghauser Straße (damals Wallstraße)/Ecke Westenwall. Albert Isenbeck „von Biermanns Hofe“ aus Bönen war der Schwiegersohn der Witwe Cramer, dem sie das Unternehmen im Jahre 1769 übertrug. Die Brauerei erhielt schließlich seinen Namen, „Isenbeck“. Der Ursprung der Marke Isenbeck geht also bis in das Jahr 1769 zurück. Die Betriebsanlagen erweiterten sich stetig, so dass Haus Isenbeck schließlich an der Wallstraße entlang bis zur Ritterstraße im Süden und der Nordstraße im Osten reichte. Dort grenzte es an die spätere Brauerei Friedrich Pröpsting Nachfolger (nicht identisch mit der Kloster-Brauerei Pröpsting). Mit dem Siebenjährigen Krieg verschwanden auf Befehl Friedrichs des Großen die Wall- und Befestigungsanlagen der Stadt, so dass der Platz frei wurde für eine Verlagerung der Brauerei von der Südseite des Westenwalls auf dessen Nordseite. Eine Karte aus dem Jahr 1828 zeigt gegenüber der Einmündung der Wallstraße in den Westenwall auf dessen Nordseite ein zur Brauerei gehörendes Gebäude, dem sich im Laufe der folgenden Jahrzehnte weitere Nebenbauten anschlossen.

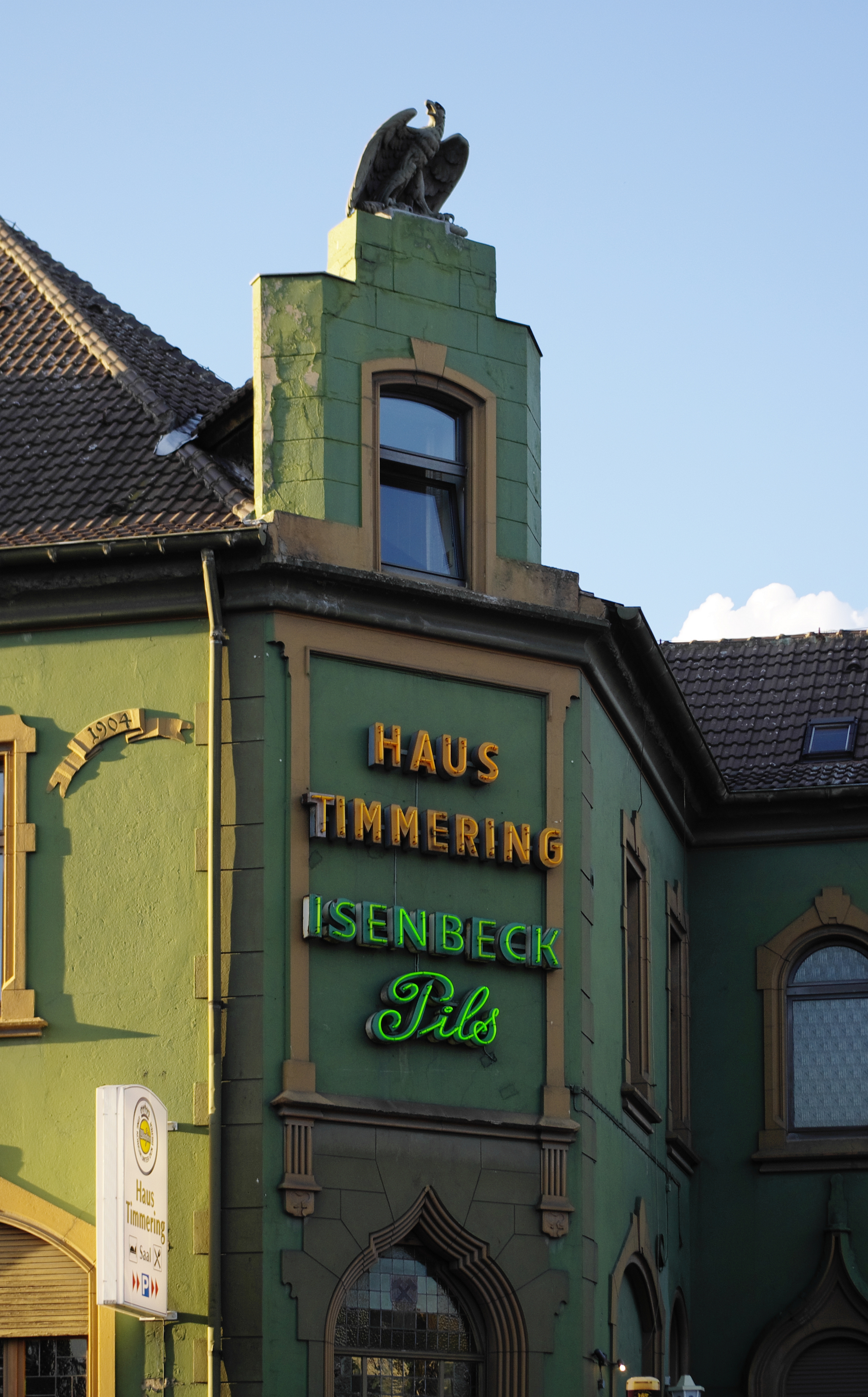
Typische Isenbeck-Werbung an einer Gaststätte in Bönen, einer Nachbargemeinde Hamms

Schon Anfang des 19. Jahrhunderts waren die Hammer Brauereien nicht nur regional, sondern auch weithin überregional bekannt und das Bier wurde bis weit über die Stadtgrenzen hinaus exportiert. Zu dieser Zeit gehörte die Brauerei Wilhelm Isenbeck, nach dessen Tod im Jahre 1861 das Unternehmen an seine drei Söhne Wilhelm, Carl und Albert ging. Diesen gelang es, das Unternehmen weiter zu vergrößern. 1863 konnte die Brauerei erweitert und nach dem damals aktuellen Dickmaischverfahren aus Bayern eingerichtet werden. 1897 schlossen sich Isenbeck und die benachbarte „Brauerei Friedrich Pröpsting Nachfolger“ zur „Brauerei W. Isenbeck u. Comp. AG“ zusammen. Zu dieser Zeit befand sich ein Großteil des Betriebs schon jenseits der Grenzen des Westenwalls. Alte und neue Teile waren durch eine Straßenüberbrückung miteinander verbunden. Der Ausbau des Betriebes wurde von der neu gegründeten Aktiengesellschaft vor allem auf der Nordseite des Westenwalls fortgesetzt. Außerdem konnte gegen Ende des 19. Jahrhunderts der ursprüngliche Gebäudekomplex um das neogotische Kellereigebäude ergänzt werden. Nicht lange nach der Jahrhundertwende verkaufte Isenbeck das ehemalige Grundstück der Brauerei Friedrich Pröpsting Nachfolger.
Zwischen 1911 und 1913 wurde der Lippe-Seitenkanal gebaut. Da ein Teil des Brauereigeländes für den Bau des Kanals und der Hafenstraße benötigt wurde, musste Isenbeck einen Teil seines Grundstücks abgeben. In der Folge verschwanden die Eisteiche der Brauerei auf dem heutigen Richard-Matthaei-Platz, so dass man sich auf die künstliche Eiserzeugung verlegen musste. Isenbeck vergrößerte und modernisierte das Unternehmen, eine Entwicklung, die allerdings durch den Ersten Weltkrieg gehemmt wurde und erst danach fortgesetzt werden konnte. 1922 wurde ein 1899 als Wohnhaus konzipiertes Gebäude am Holzkamp zum Verwaltungsgebäude umfunktioniert. Im gleichen Jahr verkaufte man das Mälzerei-Grundstück an der Ecke Rödinghauser Straße. Somit lag nur noch das einstige Bürohaus (heute Ritterpassage; ehemals Hefefabrik Asbeck und City-Center) auf der Südseite des Westenwalls. Die weitere Expansion des Betriebs führte schließlich bis zu einem Jahresausstoß von 72.000 Hektolitern Bier.
Im Zweiten Weltkrieg, genauer gesagt am 23. März und am 22. April 1944, wurde die Brauerei durch Luftangriffe der Alliierten zu 85 % zerstört. Der Wiederaufbau begann gleich bei Kriegsende. Die weitläufigen Zerstörungen machten einen Neubau der gesamten Anlage erforderlich. Das Gelände wurde dabei völlig neu beplant. Es wurde ein schlichter Funktionsbau errichtet, der auf die nach damaligem Stand neuesten Standards des Brauereiwesens ausgerichtet war. Dadurch etablierte sich Isenbeck lange Zeit als eine der modernsten Brauereien in der Bundesrepublik Deutschland. Wiederum gelang dem Unternehmen die Expansion. Hierzu gehörten der Bau eines neuen Kühl- und Kellereihochhauses, eines neuzeitlichen und vergrößerten Sudhauses und Flaschenkellers, eines Malzsilos, der bis zu 600 Tonnen fasste, einer Transformatorstation, eines Dampfkesselgebäudes samt Kohlenbunker und maschinentechnischer Einrichtung und ein neuer Gär- und Lagerkeller. Schließlich wurde noch ein Verwaltungsgebäude am Richard-Matthaei-Platz errichtet. 1963 betrug der Jahresausstoß des Unternehmens über 227.000 Hektoliter. Im Geschäftsjahr 1967/68 konnte er auf 366.000 Hektoliter erhöht werden. Ende der sechziger Jahre unternahm Isenbeck einen aufwendigen Versuch, Kwas auf dem deutschen Markt zu etablieren.
Im Jahr 1971 kaufte die Brauerei Isenbeck AG, inzwischen zur bekanntesten Brauerei Hamms aufgestiegen, die Kloster-Brauerei GmbH, die ihren Namen nach dem alten Franziskaner-Kloster trug. Die Produktion an der Oststraße wurde in diesem Jahr eingestellt. Das Gelände, auf dem sich früher die Kloster-Brauerei befand, heißt heute Klosterdrubbel.
Die Brauerei Isenbeck am Nordenwall produzierte bis 1988/1989 vor allem ein feinherbes Pils, hinzu kam ein Exportbier und das übernommene Kloster-Alt, außerdem zeitweise ein Isenbeck Privat genanntes Bier und eine eigene Handelsmarke namens Westfalenpils. Im Jahr 1973 wurde das alkoholarme Bier ISI 08 (nach dem damaligen herabgesetzten Wert der Promillegrenze) erstmals gebraut, welches sich aber damals nicht durchsetzen konnte. Konzentrationstendenzen am Biermarkt und fehlende Expansionsmöglichkeiten der Brauerei führten schließlich zu einer Entscheidung gegen den Standort Hamm; die Produktion von Isenbeck-Bier in Hamm wurde nach 220 Jahren eingestellt. Die damalige Hauptaktionärin der Isenbeck Privatbrauerei Nies AG, die Nies-Gruppe, verlegte den Braubetrieb nach Paderborn, wo sie eine eigene Braustätte unterhielt. Die Bierproduktion in Hamm wurde eingestellt und die Brauerei im Jahre 1990 abgerissen.
Am 12. Mai 1990 wurden die seit mehreren Monaten geräumten Gebäude der Brauerei dem Erdboden gleichgemacht. Das Sudhaus, das Malzsilo und das Hauptgebäude (Produktionsgebäude) mit den Abfüllanlagen wurden gesprengt. Die typische grüne Ummantelung wurde wegen des hohen Asbestgehaltes und der Gefahr umherfliegender Trümmerteile vor der Sprengung demontiert.
Auf diesem Gelände befindet sich nun ein Einkaufszentrum, das „Allee-Center“.
Ende 1990 übernahm dann die Warsteiner-Brauerei mit dem Braustandort Paderborn auch die Marke Isenbeck, die die Warsteiner-Brauerei mit der Produktion in Argentinien und Kamerun als ihre zweite internationale Marke aufbaut. Die 1994 gegründete und 1996 in Zárate, einem Vorort von Buenos Aires (Argentinien) errichtete Brauerei C.A.S.A. Isenbeck hat etwa 300 Mitarbeiter und produziert neben Warsteiner auch Isenbeck-Biere. Im Jahre 2002 etwa betrug der Ausstoß mehr als eine Million Hektoliter Bier, die auf dem südamerikanischen Markt vertrieben wurden. 2009 lag er noch bei 600.000 Hektolitern. Aber auch von Deutschland aus wird die Marke Isenbeck noch in über 15 Länder exportiert.
Zum 23. November 2010 verkaufte die Warsteiner Gruppe ihre argentinische Brauerei C.A.S.A. Isenbeck an die SABMiller plc., eines der größten Brauereiunternehmen der Welt, das mit der Akquisition seine Expansion auf dem südamerikanischen Biermarkt fortsetzte. Ausgenommen von dieser Transaktion wurde das von Warsteiner in Argentinien betriebene Weingeschäft. Beide Partner trafen eine langfristige Lizenzvereinbarung, um Produktion und Vertrieb der Premiummarke Warsteiner in Argentinien sicherzustellen.

## Das Isenbeck-Glas

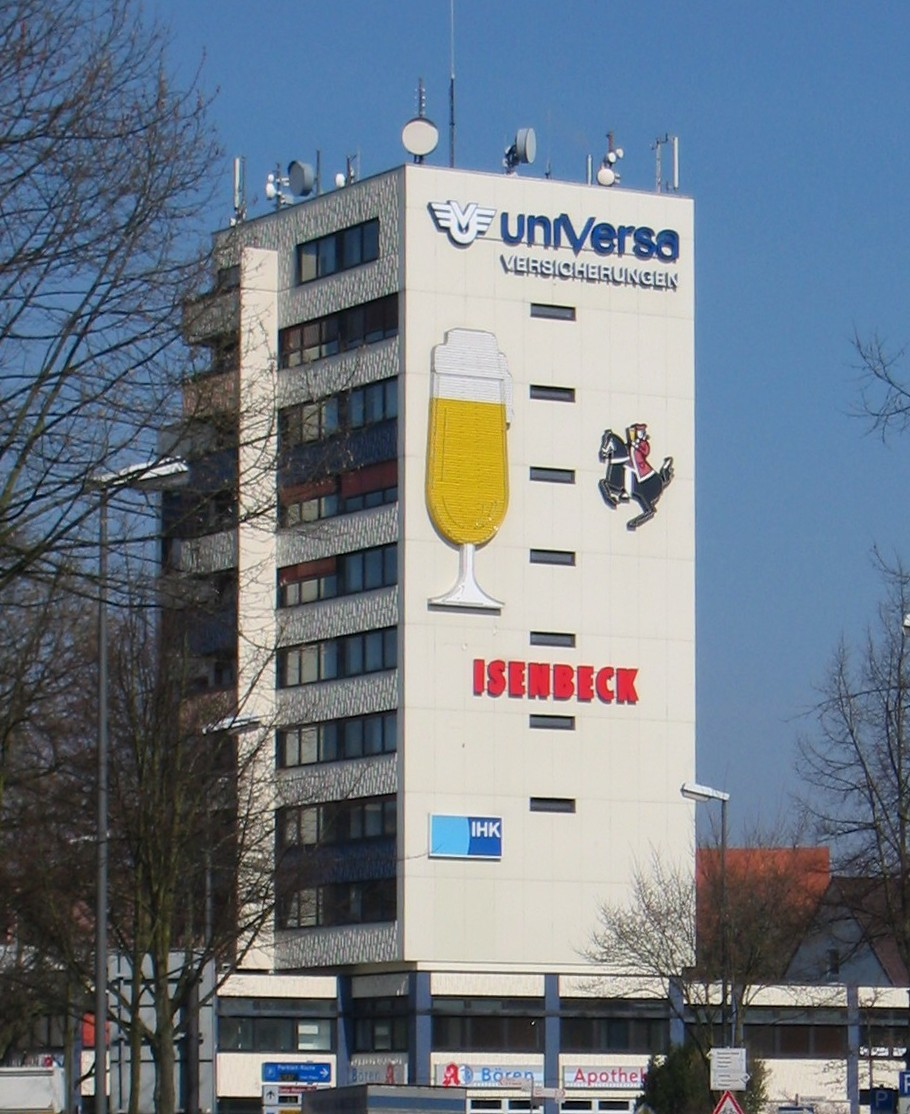
Isenbeck-Bierglas am Universa-Haus, Hamm

Das überschäumende Pils-Glas, das seit den 1960er Jahren als Leuchtreklame am Kühlturm der Brauerei angebracht und schon von weitem zu sehen war, wurde vor der Sprengung im Jahr 1990 demontiert und eingelagert. Es wurde von der Abbruchfirma aufbewahrt, bis es einem Brand in der Lagerhalle zum Opfer fiel. Der Hut des Reiters wurde von den Flammen verschont.
Seit dem 5. September 2004 ist eine von der Neon-Licht Werbung Redeker GmbH & Co. KG gefertigte Rekonstruktion des Isenbeck-Glases am Universa-Hochhaus an der Südstraße installiert. Es markiert den Weg zur Kneipenstraße Meile. Die Leuchtreklame ist mit Ausmaßen von zehneinhalb Meter Höhe und dreieinhalb Meter Breite der originalen exakt nachempfunden.

## Das Isenbeck-Logo
Das Logo von Isenbeck, ein Reiter mit Glas auf einem sich aufbäumenden Pferd, hat die Geschichte Hamms lange Zeit begleitet und ist in der Stadt gelegentlich noch heute zu finden. Der befrackte Reiter soll der Legende nach ein kurfürstlicher Bote sein, der seinen Herrn mit Hammer Bier versorgt. Tatsächlich war Kurfürst Friedrich Wilhelm von Brandenburg im Jahre 1648 zur Vorbereitung des Westfälischen Friedens von Münster, der den Dreißigjährigen Krieg beendete, mehrfach in Hamm zu Gast. Am 22. Februar 1649 bestellte er beim Rentmeister Ludovici acht Fässer des Hammer Keut.

## Isenbeck im Ausland
Isenbeck Pils ist seit 1994 ein beliebtes Bier in Argentinien. Die „C.A.S.A. Isenbeck“ liegt in Zárate, das sich ungefähr 90 Kilometer nordwestlich von Buenos Aires befindet. Seit 1999 wird es auch in Kamerun gebraut. Die dortige Isenbeck-Werbung steht in der Kritik, da sie Klischees aus der Zeit der deutschen Kolonialherrschaft in Kamerun bediene.